# Samuel Reshevsky
Samuel Herman Reshevsky, né Szmul Rzeszewski le 26 novembre 1911 à Ozorków, Pologne et mort le 4 avril 1992 à New York, est un joueur d'échecs et journaliste échiquéen américain d'origine juive polonaise.
Enfant prodige des échecs devenu grand maître international à l'âge adulte, il était l'un des meilleurs joueurs américains et internationaux des années 1930 aux années 1970.

## Biographie

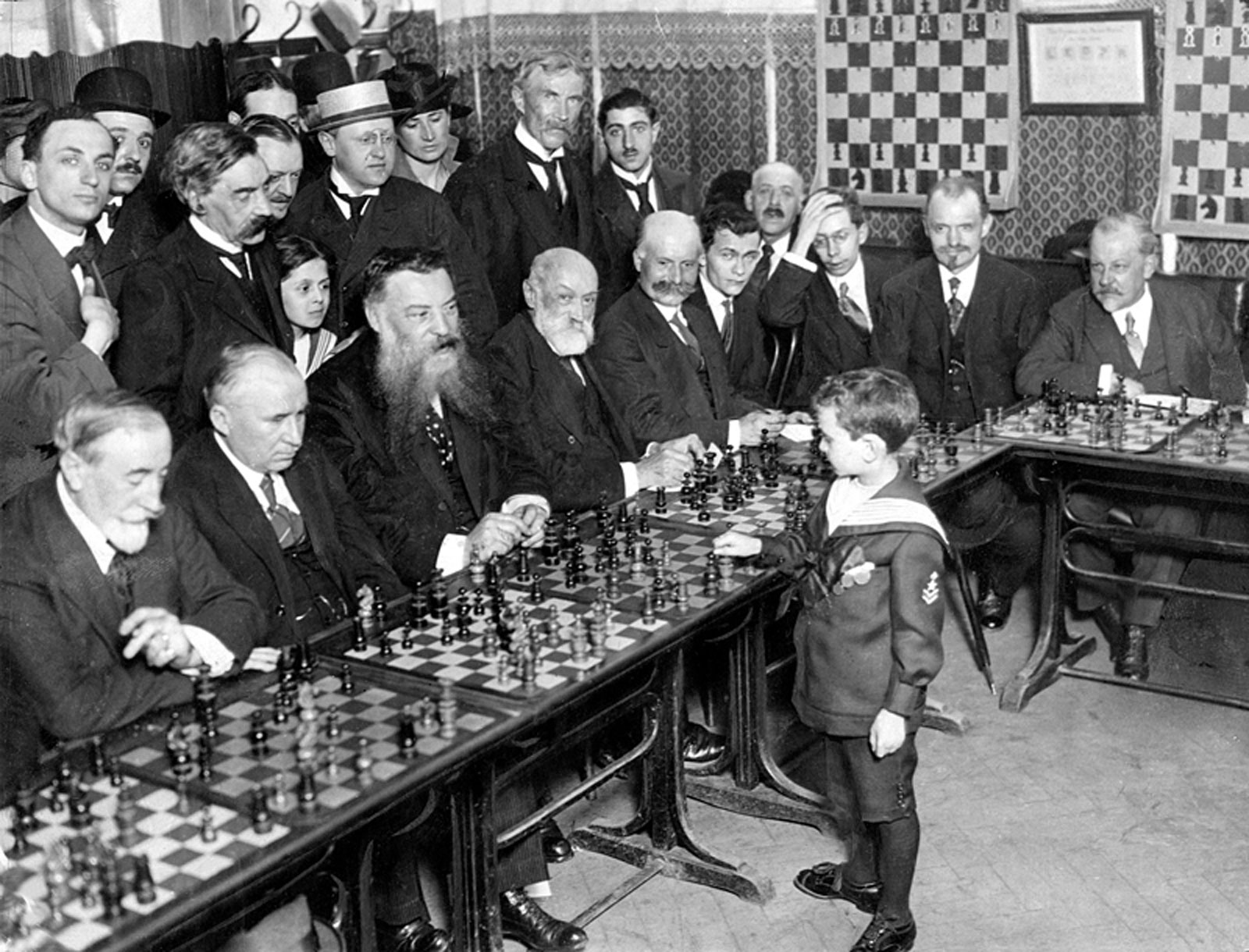
Samuel Reshevsky à l'âge de 8 ans, donnant une séance de parties simultanées en France (1920).

Samuel Reshevsky naît à Ozorków près de Łódź, dans le royaume du Congrès en Pologne, sixième enfant  d'une famille juive.
Il apprend à jouer aux échecs à l'âge de 4 ans et est reconnu comme un joueur prodige. À 8 ans, il bat régulièrement des joueurs aguerris et joue des parties simultanées, un peu partout en Europe, ses parents ayant pour but de profiter financièrement du talent de leur enfant.
En novembre 1920, il déménage avec sa famille aux États-Unis.

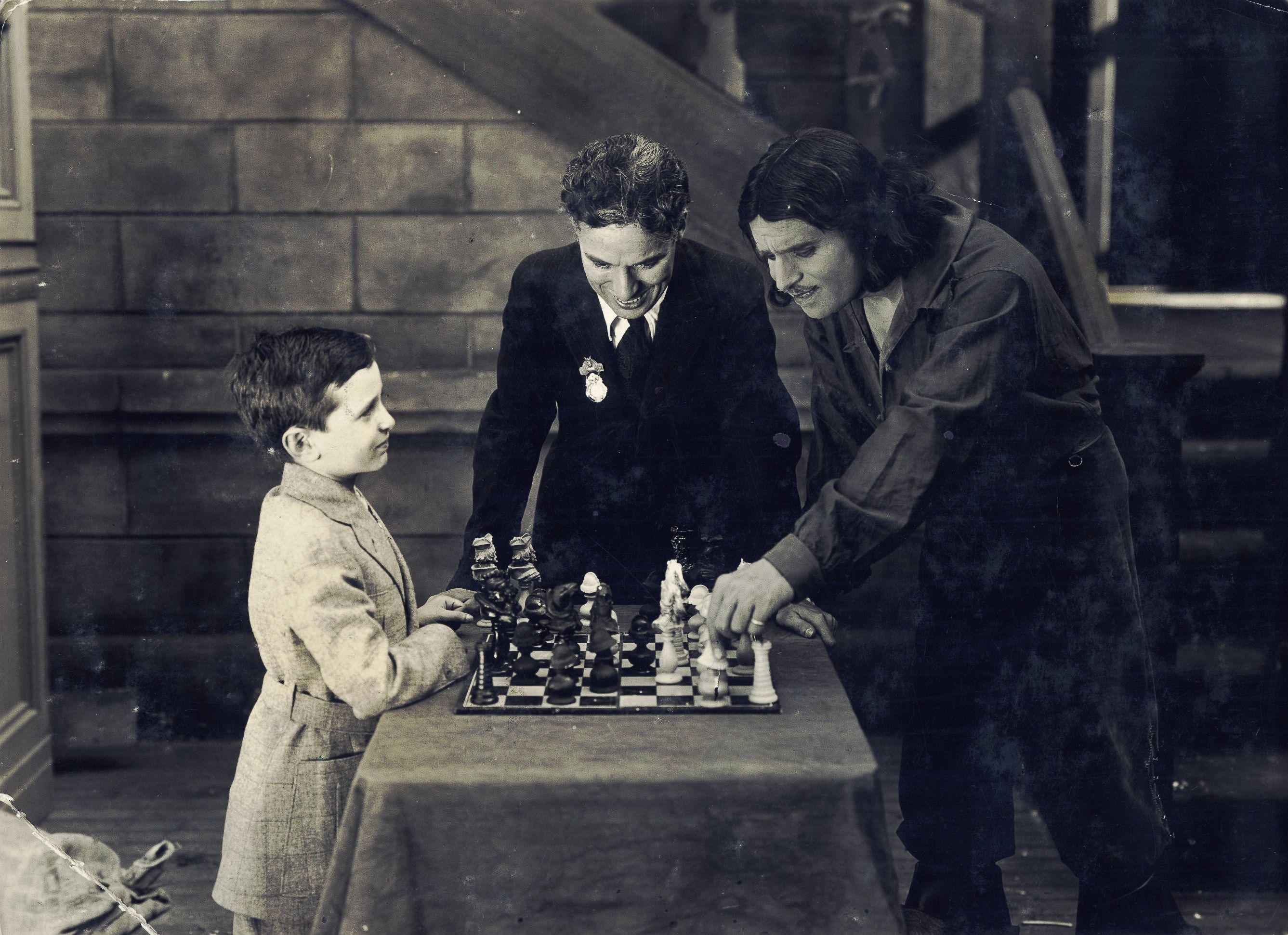
Reshevsky jouant contre Fairbanks aux côtés de Chaplin (1921)
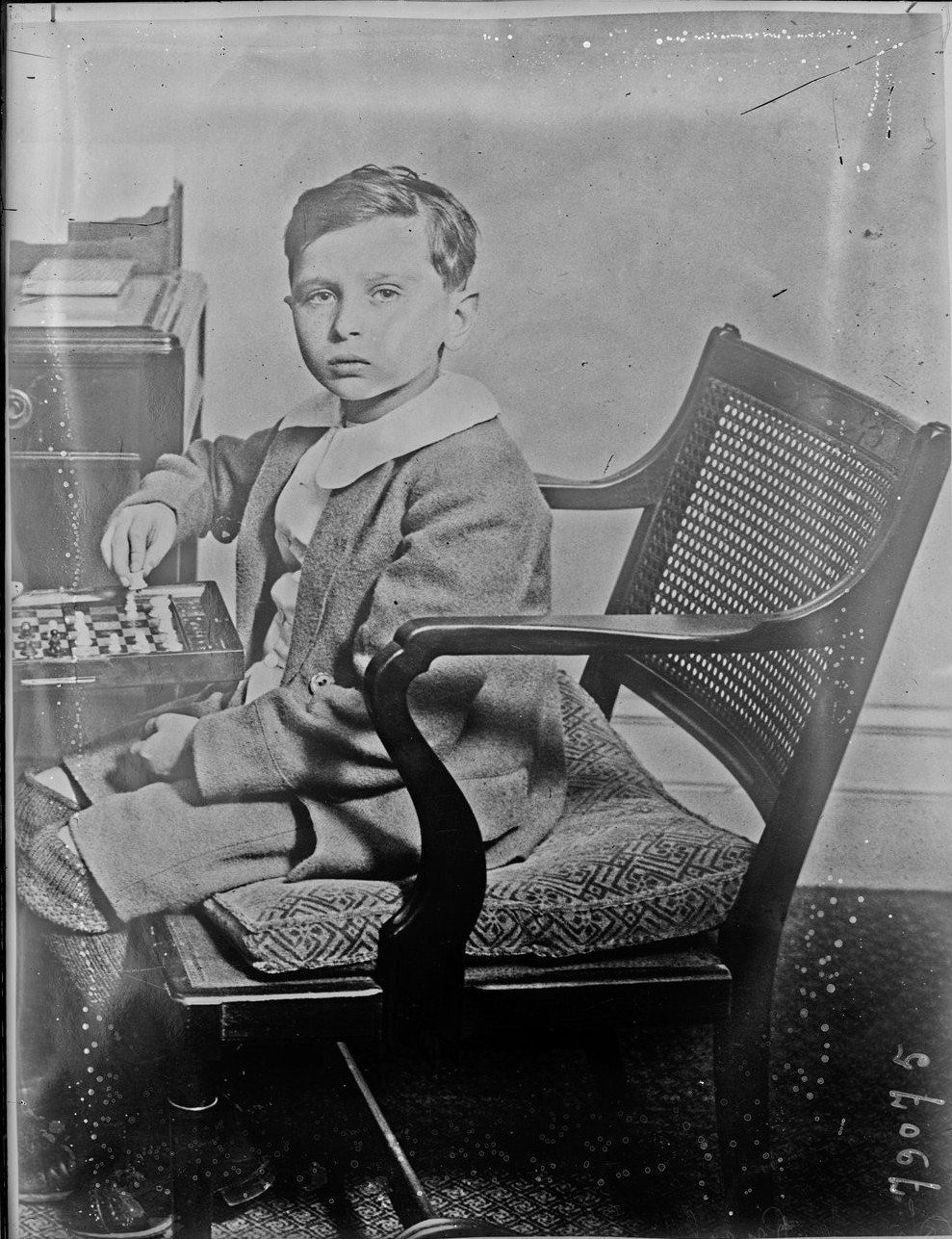
Reshevsky (1922)
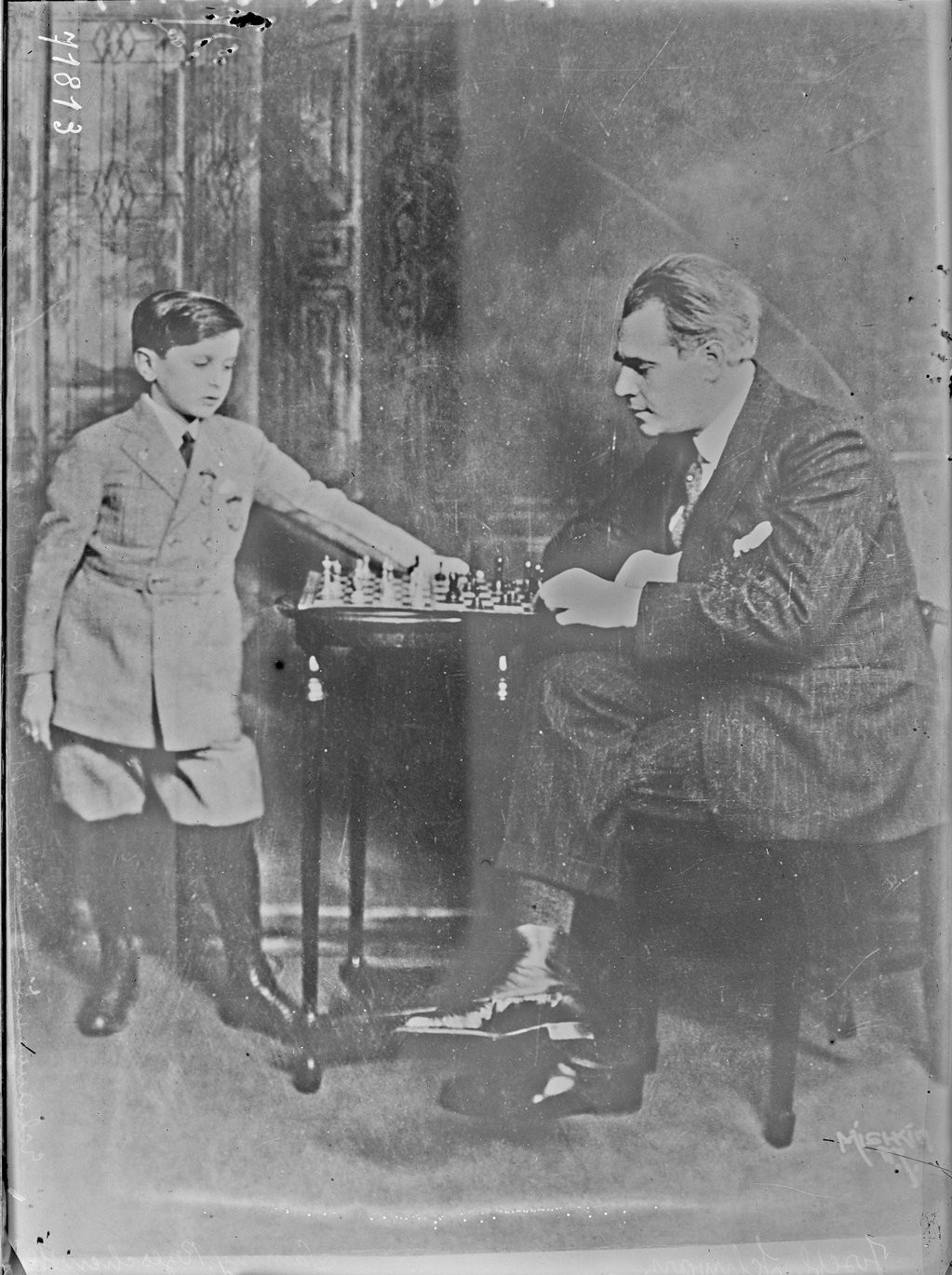
Szmul Rzeszewski et le baryton Joseph Schwarz (1922)

À l'été 1921, âgé de 10 ans, Reshevsky joue les yeux bandés contre Harry Borojov (es) et le bat deux fois.
Pendant une période de sa jeunesse, Reshevsky n'est pas allé à l'école, et ses parents ont comparu devant le tribunal de district de Manhattan, faisant face à une accusation de tutelle inappropriée. Cependant, Julius Rosenwald, riche copropriétaire de Sears, Roebuck and Company à Chicago, devient peu après le bienfaiteur du jeune garçon, et il garantit son avenir à condition qu'il termine ses études.
À l'âge adulte, cependant, il refuse de devenir joueur professionnel. Il s'inscrit à l'université de Chicago et obtient un diplôme en comptabilité. C'est en tant que comptable qu'il subvient financièrement aux besoins de sa famille : trois enfants et son épouse, Norma Mindick.
Reshevsky étant un Juif orthodoxe pratiquant, il refusait de jouer les jours du Shabbat. Ses parties étaient donc programmées en conséquence.

## Carrière échiquéenne

### Championnats open des États-Unis

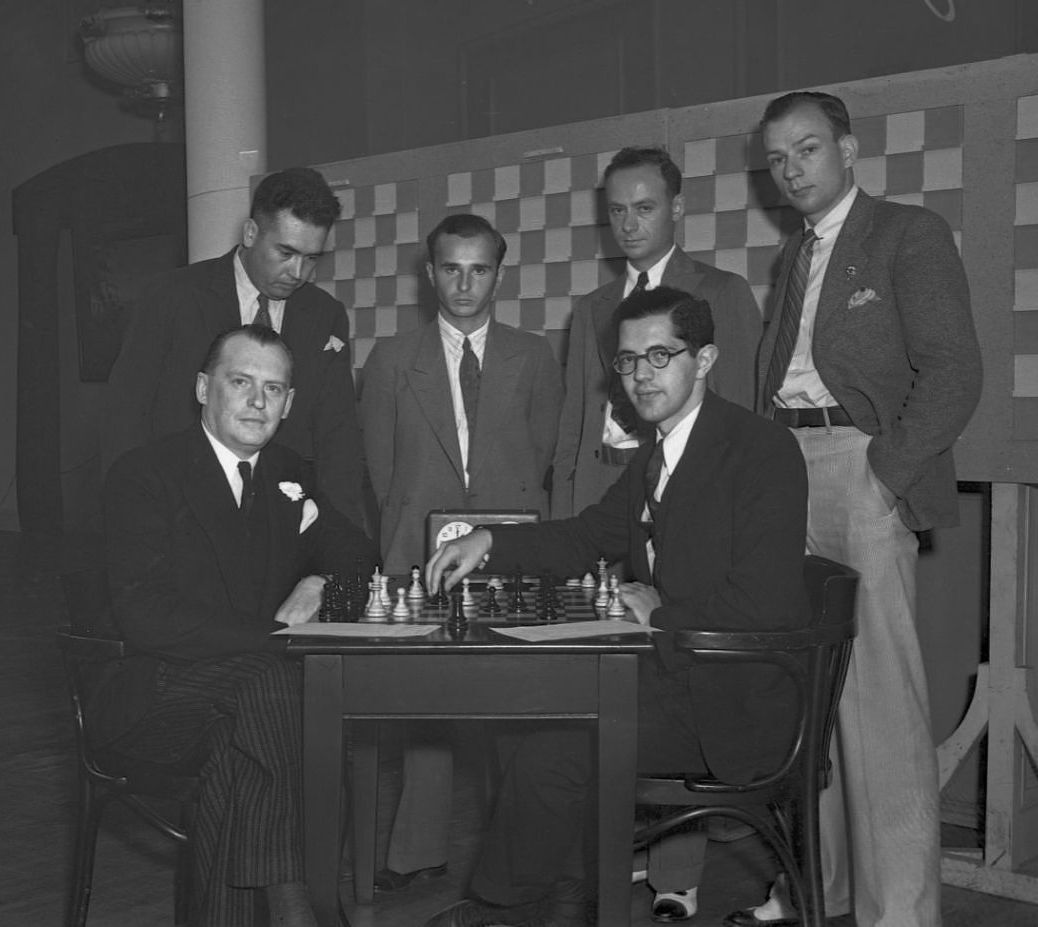
Assis Alexander Alekhine (gauche) et Isaac Kashdan (droit) ; debout de grands maîtres (de gauche à droite) :, Samuel Reshevsky, Harry Borojov et Arthur William Dake (1932)

La carrière de Samuel Reshevsky aux États-Unis débute par une victoire au championnat open national à Tulsa en 1931.
En 1932 et 1933, il termine deuxième derrière Reuben Fine, puis finit premier ex æquo en 1934 à Chicago.
Par la suite, il remporte à nouveau le tournoi en 1944 à Boston.

### Débuts internationaux (1935-1938)
La carrière internationale de Samuel Reshevsky débute en 1935 avec une première place au tournoi de Margate (Royaume-Uni) où il bat, entre autres, l'ancien champion du monde des échecs José Raúl Capablanca.
L'année d'après, il prend la troisième place lors du tournoi à Nottingham. En 1937, il partage la première place à Kemeri, Lettonie et, en 1938, il partage la quatrième place au tournoi AVRO où s'affrontaient probablement les huit meilleurs joueurs mondiaux.

### Championnats des États-Unis
Samuel Reshevsky remporte le championnat d'échecs des États-Unis à sept reprises : en 1936, 1938, 1940, 1941 (match contre Al Horowitz), 1942, 1946 (il fut absent du tournoi en 1944, 1948 et 1954), puis il regagna le championnat en 1969. Le championnat américain ne fut pas organisé en 1970 et 1971 ; Reshevsky resta champion jusqu'en 1972 où il termina 1er-3e ex æquo avec Donald Byrne et Kavalek, mais  perdit le match de départage disputé en 1973.
Il termina deuxième du championnat en 1951, 1957-1958, 1958-1959, 1965 et 1972 (après départage). En 1957, il battit en match le tenant du titre, Arthur Bisguier, mais ce match n'était pas pour le titre de champion des États-Unis.

### Championnat du monde de 1948
En 1948, Samuel Reshevsky participe au championnat du monde des échecs tenu à La Haye et Moscou. Il termine troisième ex æquo avec Paul Keres, derrière Mikhaïl Botvinnik et Vassily Smyslov.

### Tournois des candidats (1953–1968)
À plusieurs reprises, de 1953 à 1965, Samuel Reshevsky est candidat pour le titre de champion du monde des échecs.
En 1950, le département d'État américain lui interdit de participer au tournoi des candidats à Budapest, car la guerre froide bat son plein. Au Tournoi des candidats de Zurich 1953, il termine en deuxième place aux côtés de David Bronstein et Keres, derrière Vassily Smyslov. En 1958, il est remplacé par Bobby Fischer pour le tournoi interzonal. En 1964, lors de l'interzonal d'Amsterdam, il perd au départage à la sixième place qualificative. Trois ans plus tard, lors de l'interzonal de Sousse en 1967, il se qualifie  pour les matchs des candidats mais perd en quart de finale contre Viktor Kortchnoï l'année d'après. En 1973, il termine 11e du tournoi interzonal de Petrópolis.

### Matchs

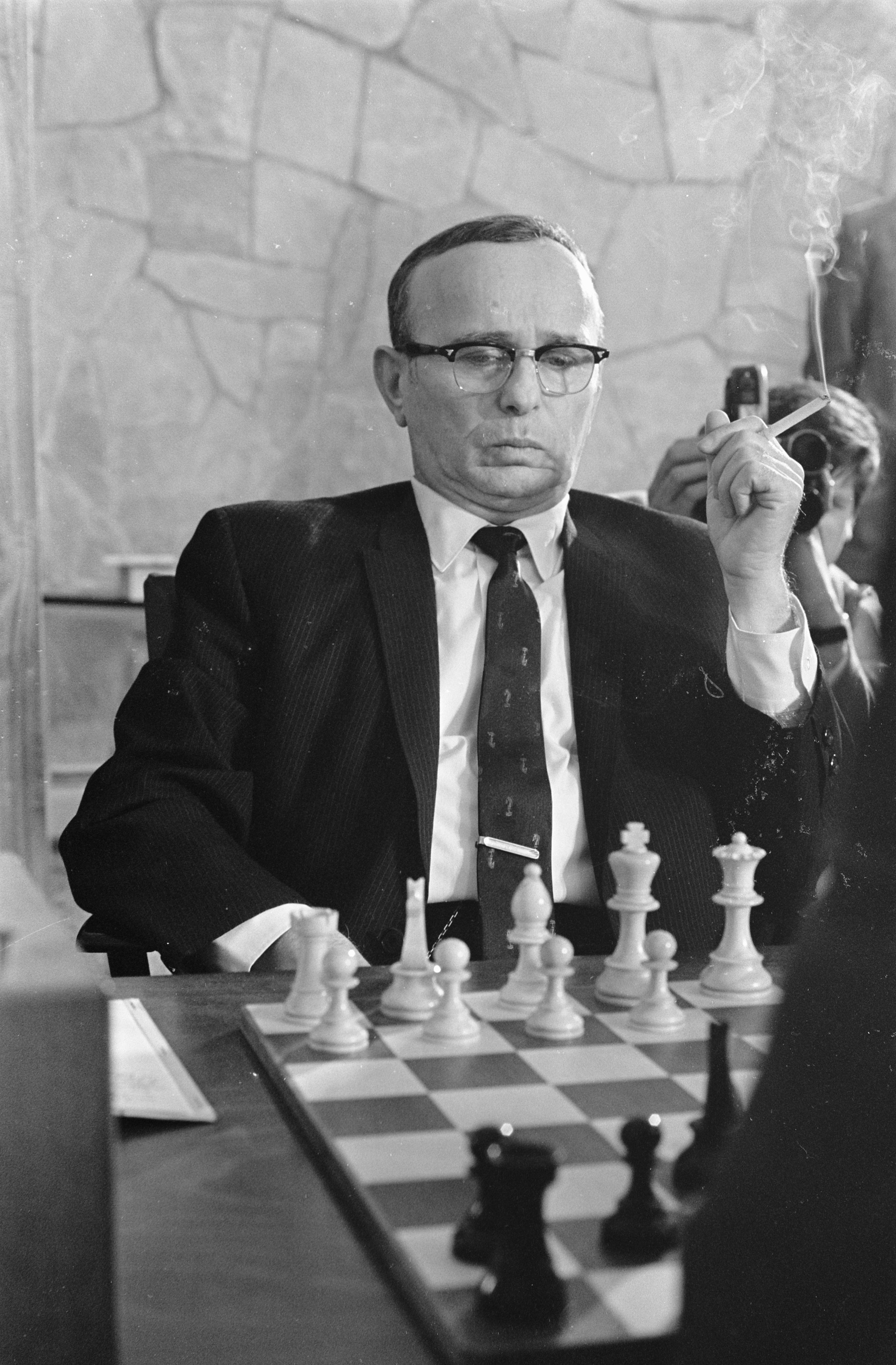
Samuel Reshevsky en 1968.

En 1952, débuta un match informel, The Championship of the Free World (que l'on peut traduire par « Championnat du monde libre ») à New York pour les huit premières parties, où Samuel Reshevsky affrontait Miguel Najdorf. Cinq parties supplémentaires furent jouée à Mexico et cinq autres à San Salvador. Reshevsky gagna le match par le score de 11 à 7. L'année suivante, un match revanche prit place à Buenos Aires, que Reshevsky remporta à nouveau par 9,5 à 8,5.
En 1954 à New York, il joue au premier échiquier pour les États-Unis dans un match contre l'URSS sur huit échiquiers, et fait match nul avec Vassily Smyslov (quatre parties nulles). L'année suivante, à Moscou, il défait le champion du monde, Mikhaïl Botvinnik au premier échiquier par 2,5 à 1,5 (+1 -0 =3).
En 1961, à New York et Los Angeles, il entame un match en 16 parties contre Bobby Fischer, le champion des États-Unis en titre. Malgré l'irruption de Fischer parmi l'élite échiquéenne américaine, il semblait que Reshevsky avait de meilleures chances de gagner. Après onze parties, les deux joueurs font jeu égal (2 victoires chacun et 7 nulles). C'est alors que Fischer se dispute avec l'organisatrice du match, Jacqueline Piatigorsky (car ne voulant pas jouer certains jours, du fait de sa religion d'alors, comme Reshevsky qui refusait de jouer le jour du Shabbat), et le match prend fin.
En 1970, lors du match URSS - Reste du monde à Belgrade, il affronte Smyslov. Il dispute trois parties et fait match nul 1,5 à 1,5 (+1 –1 =1).
Au cours de sa longue carrière, Samuel Reshevsky eut l'occasion de battre sept champions du monde : Lasker, Capablanca, Alekhine, Euwe, Botvinnik, Smyslov et Fischer.

### Olympiades
Régulièrement au premier échiquier pour les États-Unis lors des Olympiades d'échecs, Samuel Reshevsky a participé à huit Olympiades, aidant les États-Unis à récolter une médaille d'or en 1937 et une de bronze en 1974.
À titre individuel, il remporta une médaille de bronze en 1950 pour sa performance au premier échiquier de l'équipe américaine.

## Publications
En plus des livres sur les échecs, Samuel Reshevsky rédigeait des rubriques d'échecs pour des magazines spécialisés et dans les colonnes du New York Times.
- Reshevsky on Chess (1948)
- How Chess Games Are Won (1962)
- The Art of Positional Play (1978)
- Great Chess Upsets

## Style
Samuel Reshevsky était un joueur d'échecs doté d'un style de jeu solide et qui avait de remarquables notions de jeu positionnel. Il était aussi capable de jouer de bons coups tactiques lorsqu'il y était obligé.

Il affirma lui-même que son style se situait « entre ceux de Mikhail Tal et de Tigran Petrossian », ce qui prêta à des remarques ironiques de la part de ses adversaires (étant donné que ces deux joueurs sont considérés comme des représentants de styles de jeu extrêmement opposés). Il faut cependant replacer cette citation dans son contexte : dans son livre Great Chess Upsets, on peut lire : 
Reshevsky prenait un temps important à juger les forces et les faiblesses d'une ouverture, un comportement qui l'obligeait à jouer le restant de la partie en peu de temps. Cela pouvait déstabiliser ses adversaires, habitués au comportement inverse, tout comme amener Reshevsky à faire une bourde fatale vers la fin de la partie par manque de temps. Ces deux raisons expliquent probablement pourquoi il n'est jamais parvenu à devenir champion du monde, malgré son indéniable talent.

« En jouant lentement pendant les premières phases du jeu, je suis capable de saisir les avantages et les inconvénients de chaque position. Ensuite, malgré le peu de temps qui reste, je n'ai aucune difficulté à trouver la meilleure combinaison. Curieusement, c'est souvent mon adversaire qui s'énerve lorsque je suis amené à rapidement jouer mes coups. »

### Exemple de partie
Cet article utilise la notation algébrique pour décrire des coups du jeu d'échecs.
|   | a | b | c | d | e | f | g | h |   |
| 8 | Tour blanche sur case noire e7 · Tour noire sur case blanche f7 · Roi noir sur case noire g7 · Pion noir sur case blanche h7 · Dame blanche sur case blanche e6 · Pion noir sur case blanche g6 · Tour noire sur case blanche f5 · Pion blanc sur case noire d4 · Pion blanc sur case noire f4 · Tour blanche sur case blanche b3 · Cavalier blanc sur case noire c3 · Pion blanc sur case noire e3 · Roi blanc sur case noire d2 · Dame noire sur case blanche f1 | Tour blanche sur case noire e7 · Tour noire sur case blanche f7 · Roi noir sur case noire g7 · Pion noir sur case blanche h7 · Dame blanche sur case blanche e6 · Pion noir sur case blanche g6 · Tour noire sur case blanche f5 · Pion blanc sur case noire d4 · Pion blanc sur case noire f4 · Tour blanche sur case blanche b3 · Cavalier blanc sur case noire c3 · Pion blanc sur case noire e3 · Roi blanc sur case noire d2 · Dame noire sur case blanche f1 | Tour blanche sur case noire e7 · Tour noire sur case blanche f7 · Roi noir sur case noire g7 · Pion noir sur case blanche h7 · Dame blanche sur case blanche e6 · Pion noir sur case blanche g6 · Tour noire sur case blanche f5 · Pion blanc sur case noire d4 · Pion blanc sur case noire f4 · Tour blanche sur case blanche b3 · Cavalier blanc sur case noire c3 · Pion blanc sur case noire e3 · Roi blanc sur case noire d2 · Dame noire sur case blanche f1 | Tour blanche sur case noire e7 · Tour noire sur case blanche f7 · Roi noir sur case noire g7 · Pion noir sur case blanche h7 · Dame blanche sur case blanche e6 · Pion noir sur case blanche g6 · Tour noire sur case blanche f5 · Pion blanc sur case noire d4 · Pion blanc sur case noire f4 · Tour blanche sur case blanche b3 · Cavalier blanc sur case noire c3 · Pion blanc sur case noire e3 · Roi blanc sur case noire d2 · Dame noire sur case blanche f1 | Tour blanche sur case noire e7 · Tour noire sur case blanche f7 · Roi noir sur case noire g7 · Pion noir sur case blanche h7 · Dame blanche sur case blanche e6 · Pion noir sur case blanche g6 · Tour noire sur case blanche f5 · Pion blanc sur case noire d4 · Pion blanc sur case noire f4 · Tour blanche sur case blanche b3 · Cavalier blanc sur case noire c3 · Pion blanc sur case noire e3 · Roi blanc sur case noire d2 · Dame noire sur case blanche f1 | Tour blanche sur case noire e7 · Tour noire sur case blanche f7 · Roi noir sur case noire g7 · Pion noir sur case blanche h7 · Dame blanche sur case blanche e6 · Pion noir sur case blanche g6 · Tour noire sur case blanche f5 · Pion blanc sur case noire d4 · Pion blanc sur case noire f4 · Tour blanche sur case blanche b3 · Cavalier blanc sur case noire c3 · Pion blanc sur case noire e3 · Roi blanc sur case noire d2 · Dame noire sur case blanche f1 | Tour blanche sur case noire e7 · Tour noire sur case blanche f7 · Roi noir sur case noire g7 · Pion noir sur case blanche h7 · Dame blanche sur case blanche e6 · Pion noir sur case blanche g6 · Tour noire sur case blanche f5 · Pion blanc sur case noire d4 · Pion blanc sur case noire f4 · Tour blanche sur case blanche b3 · Cavalier blanc sur case noire c3 · Pion blanc sur case noire e3 · Roi blanc sur case noire d2 · Dame noire sur case blanche f1 | Tour blanche sur case noire e7 · Tour noire sur case blanche f7 · Roi noir sur case noire g7 · Pion noir sur case blanche h7 · Dame blanche sur case blanche e6 · Pion noir sur case blanche g6 · Tour noire sur case blanche f5 · Pion blanc sur case noire d4 · Pion blanc sur case noire f4 · Tour blanche sur case blanche b3 · Cavalier blanc sur case noire c3 · Pion blanc sur case noire e3 · Roi blanc sur case noire d2 · Dame noire sur case blanche f1 | 8 |
| 7 | Tour blanche sur case noire e7 · Tour noire sur case blanche f7 · Roi noir sur case noire g7 · Pion noir sur case blanche h7 · Dame blanche sur case blanche e6 · Pion noir sur case blanche g6 · Tour noire sur case blanche f5 · Pion blanc sur case noire d4 · Pion blanc sur case noire f4 · Tour blanche sur case blanche b3 · Cavalier blanc sur case noire c3 · Pion blanc sur case noire e3 · Roi blanc sur case noire d2 · Dame noire sur case blanche f1 | Tour blanche sur case noire e7 · Tour noire sur case blanche f7 · Roi noir sur case noire g7 · Pion noir sur case blanche h7 · Dame blanche sur case blanche e6 · Pion noir sur case blanche g6 · Tour noire sur case blanche f5 · Pion blanc sur case noire d4 · Pion blanc sur case noire f4 · Tour blanche sur case blanche b3 · Cavalier blanc sur case noire c3 · Pion blanc sur case noire e3 · Roi blanc sur case noire d2 · Dame noire sur case blanche f1 | Tour blanche sur case noire e7 · Tour noire sur case blanche f7 · Roi noir sur case noire g7 · Pion noir sur case blanche h7 · Dame blanche sur case blanche e6 · Pion noir sur case blanche g6 · Tour noire sur case blanche f5 · Pion blanc sur case noire d4 · Pion blanc sur case noire f4 · Tour blanche sur case blanche b3 · Cavalier blanc sur case noire c3 · Pion blanc sur case noire e3 · Roi blanc sur case noire d2 · Dame noire sur case blanche f1 | Tour blanche sur case noire e7 · Tour noire sur case blanche f7 · Roi noir sur case noire g7 · Pion noir sur case blanche h7 · Dame blanche sur case blanche e6 · Pion noir sur case blanche g6 · Tour noire sur case blanche f5 · Pion blanc sur case noire d4 · Pion blanc sur case noire f4 · Tour blanche sur case blanche b3 · Cavalier blanc sur case noire c3 · Pion blanc sur case noire e3 · Roi blanc sur case noire d2 · Dame noire sur case blanche f1 | Tour blanche sur case noire e7 · Tour noire sur case blanche f7 · Roi noir sur case noire g7 · Pion noir sur case blanche h7 · Dame blanche sur case blanche e6 · Pion noir sur case blanche g6 · Tour noire sur case blanche f5 · Pion blanc sur case noire d4 · Pion blanc sur case noire f4 · Tour blanche sur case blanche b3 · Cavalier blanc sur case noire c3 · Pion blanc sur case noire e3 · Roi blanc sur case noire d2 · Dame noire sur case blanche f1 | Tour blanche sur case noire e7 · Tour noire sur case blanche f7 · Roi noir sur case noire g7 · Pion noir sur case blanche h7 · Dame blanche sur case blanche e6 · Pion noir sur case blanche g6 · Tour noire sur case blanche f5 · Pion blanc sur case noire d4 · Pion blanc sur case noire f4 · Tour blanche sur case blanche b3 · Cavalier blanc sur case noire c3 · Pion blanc sur case noire e3 · Roi blanc sur case noire d2 · Dame noire sur case blanche f1 | Tour blanche sur case noire e7 · Tour noire sur case blanche f7 · Roi noir sur case noire g7 · Pion noir sur case blanche h7 · Dame blanche sur case blanche e6 · Pion noir sur case blanche g6 · Tour noire sur case blanche f5 · Pion blanc sur case noire d4 · Pion blanc sur case noire f4 · Tour blanche sur case blanche b3 · Cavalier blanc sur case noire c3 · Pion blanc sur case noire e3 · Roi blanc sur case noire d2 · Dame noire sur case blanche f1 | Tour blanche sur case noire e7 · Tour noire sur case blanche f7 · Roi noir sur case noire g7 · Pion noir sur case blanche h7 · Dame blanche sur case blanche e6 · Pion noir sur case blanche g6 · Tour noire sur case blanche f5 · Pion blanc sur case noire d4 · Pion blanc sur case noire f4 · Tour blanche sur case blanche b3 · Cavalier blanc sur case noire c3 · Pion blanc sur case noire e3 · Roi blanc sur case noire d2 · Dame noire sur case blanche f1 | 7 |
| 6 | Tour blanche sur case noire e7 · Tour noire sur case blanche f7 · Roi noir sur case noire g7 · Pion noir sur case blanche h7 · Dame blanche sur case blanche e6 · Pion noir sur case blanche g6 · Tour noire sur case blanche f5 · Pion blanc sur case noire d4 · Pion blanc sur case noire f4 · Tour blanche sur case blanche b3 · Cavalier blanc sur case noire c3 · Pion blanc sur case noire e3 · Roi blanc sur case noire d2 · Dame noire sur case blanche f1 | Tour blanche sur case noire e7 · Tour noire sur case blanche f7 · Roi noir sur case noire g7 · Pion noir sur case blanche h7 · Dame blanche sur case blanche e6 · Pion noir sur case blanche g6 · Tour noire sur case blanche f5 · Pion blanc sur case noire d4 · Pion blanc sur case noire f4 · Tour blanche sur case blanche b3 · Cavalier blanc sur case noire c3 · Pion blanc sur case noire e3 · Roi blanc sur case noire d2 · Dame noire sur case blanche f1 | Tour blanche sur case noire e7 · Tour noire sur case blanche f7 · Roi noir sur case noire g7 · Pion noir sur case blanche h7 · Dame blanche sur case blanche e6 · Pion noir sur case blanche g6 · Tour noire sur case blanche f5 · Pion blanc sur case noire d4 · Pion blanc sur case noire f4 · Tour blanche sur case blanche b3 · Cavalier blanc sur case noire c3 · Pion blanc sur case noire e3 · Roi blanc sur case noire d2 · Dame noire sur case blanche f1 | Tour blanche sur case noire e7 · Tour noire sur case blanche f7 · Roi noir sur case noire g7 · Pion noir sur case blanche h7 · Dame blanche sur case blanche e6 · Pion noir sur case blanche g6 · Tour noire sur case blanche f5 · Pion blanc sur case noire d4 · Pion blanc sur case noire f4 · Tour blanche sur case blanche b3 · Cavalier blanc sur case noire c3 · Pion blanc sur case noire e3 · Roi blanc sur case noire d2 · Dame noire sur case blanche f1 | Tour blanche sur case noire e7 · Tour noire sur case blanche f7 · Roi noir sur case noire g7 · Pion noir sur case blanche h7 · Dame blanche sur case blanche e6 · Pion noir sur case blanche g6 · Tour noire sur case blanche f5 · Pion blanc sur case noire d4 · Pion blanc sur case noire f4 · Tour blanche sur case blanche b3 · Cavalier blanc sur case noire c3 · Pion blanc sur case noire e3 · Roi blanc sur case noire d2 · Dame noire sur case blanche f1 | Tour blanche sur case noire e7 · Tour noire sur case blanche f7 · Roi noir sur case noire g7 · Pion noir sur case blanche h7 · Dame blanche sur case blanche e6 · Pion noir sur case blanche g6 · Tour noire sur case blanche f5 · Pion blanc sur case noire d4 · Pion blanc sur case noire f4 · Tour blanche sur case blanche b3 · Cavalier blanc sur case noire c3 · Pion blanc sur case noire e3 · Roi blanc sur case noire d2 · Dame noire sur case blanche f1 | Tour blanche sur case noire e7 · Tour noire sur case blanche f7 · Roi noir sur case noire g7 · Pion noir sur case blanche h7 · Dame blanche sur case blanche e6 · Pion noir sur case blanche g6 · Tour noire sur case blanche f5 · Pion blanc sur case noire d4 · Pion blanc sur case noire f4 · Tour blanche sur case blanche b3 · Cavalier blanc sur case noire c3 · Pion blanc sur case noire e3 · Roi blanc sur case noire d2 · Dame noire sur case blanche f1 | Tour blanche sur case noire e7 · Tour noire sur case blanche f7 · Roi noir sur case noire g7 · Pion noir sur case blanche h7 · Dame blanche sur case blanche e6 · Pion noir sur case blanche g6 · Tour noire sur case blanche f5 · Pion blanc sur case noire d4 · Pion blanc sur case noire f4 · Tour blanche sur case blanche b3 · Cavalier blanc sur case noire c3 · Pion blanc sur case noire e3 · Roi blanc sur case noire d2 · Dame noire sur case blanche f1 | 6 |
| 5 | Tour blanche sur case noire e7 · Tour noire sur case blanche f7 · Roi noir sur case noire g7 · Pion noir sur case blanche h7 · Dame blanche sur case blanche e6 · Pion noir sur case blanche g6 · Tour noire sur case blanche f5 · Pion blanc sur case noire d4 · Pion blanc sur case noire f4 · Tour blanche sur case blanche b3 · Cavalier blanc sur case noire c3 · Pion blanc sur case noire e3 · Roi blanc sur case noire d2 · Dame noire sur case blanche f1 | Tour blanche sur case noire e7 · Tour noire sur case blanche f7 · Roi noir sur case noire g7 · Pion noir sur case blanche h7 · Dame blanche sur case blanche e6 · Pion noir sur case blanche g6 · Tour noire sur case blanche f5 · Pion blanc sur case noire d4 · Pion blanc sur case noire f4 · Tour blanche sur case blanche b3 · Cavalier blanc sur case noire c3 · Pion blanc sur case noire e3 · Roi blanc sur case noire d2 · Dame noire sur case blanche f1 | Tour blanche sur case noire e7 · Tour noire sur case blanche f7 · Roi noir sur case noire g7 · Pion noir sur case blanche h7 · Dame blanche sur case blanche e6 · Pion noir sur case blanche g6 · Tour noire sur case blanche f5 · Pion blanc sur case noire d4 · Pion blanc sur case noire f4 · Tour blanche sur case blanche b3 · Cavalier blanc sur case noire c3 · Pion blanc sur case noire e3 · Roi blanc sur case noire d2 · Dame noire sur case blanche f1 | Tour blanche sur case noire e7 · Tour noire sur case blanche f7 · Roi noir sur case noire g7 · Pion noir sur case blanche h7 · Dame blanche sur case blanche e6 · Pion noir sur case blanche g6 · Tour noire sur case blanche f5 · Pion blanc sur case noire d4 · Pion blanc sur case noire f4 · Tour blanche sur case blanche b3 · Cavalier blanc sur case noire c3 · Pion blanc sur case noire e3 · Roi blanc sur case noire d2 · Dame noire sur case blanche f1 | Tour blanche sur case noire e7 · Tour noire sur case blanche f7 · Roi noir sur case noire g7 · Pion noir sur case blanche h7 · Dame blanche sur case blanche e6 · Pion noir sur case blanche g6 · Tour noire sur case blanche f5 · Pion blanc sur case noire d4 · Pion blanc sur case noire f4 · Tour blanche sur case blanche b3 · Cavalier blanc sur case noire c3 · Pion blanc sur case noire e3 · Roi blanc sur case noire d2 · Dame noire sur case blanche f1 | Tour blanche sur case noire e7 · Tour noire sur case blanche f7 · Roi noir sur case noire g7 · Pion noir sur case blanche h7 · Dame blanche sur case blanche e6 · Pion noir sur case blanche g6 · Tour noire sur case blanche f5 · Pion blanc sur case noire d4 · Pion blanc sur case noire f4 · Tour blanche sur case blanche b3 · Cavalier blanc sur case noire c3 · Pion blanc sur case noire e3 · Roi blanc sur case noire d2 · Dame noire sur case blanche f1 | Tour blanche sur case noire e7 · Tour noire sur case blanche f7 · Roi noir sur case noire g7 · Pion noir sur case blanche h7 · Dame blanche sur case blanche e6 · Pion noir sur case blanche g6 · Tour noire sur case blanche f5 · Pion blanc sur case noire d4 · Pion blanc sur case noire f4 · Tour blanche sur case blanche b3 · Cavalier blanc sur case noire c3 · Pion blanc sur case noire e3 · Roi blanc sur case noire d2 · Dame noire sur case blanche f1 | Tour blanche sur case noire e7 · Tour noire sur case blanche f7 · Roi noir sur case noire g7 · Pion noir sur case blanche h7 · Dame blanche sur case blanche e6 · Pion noir sur case blanche g6 · Tour noire sur case blanche f5 · Pion blanc sur case noire d4 · Pion blanc sur case noire f4 · Tour blanche sur case blanche b3 · Cavalier blanc sur case noire c3 · Pion blanc sur case noire e3 · Roi blanc sur case noire d2 · Dame noire sur case blanche f1 | 5 |
| 4 | Tour blanche sur case noire e7 · Tour noire sur case blanche f7 · Roi noir sur case noire g7 · Pion noir sur case blanche h7 · Dame blanche sur case blanche e6 · Pion noir sur case blanche g6 · Tour noire sur case blanche f5 · Pion blanc sur case noire d4 · Pion blanc sur case noire f4 · Tour blanche sur case blanche b3 · Cavalier blanc sur case noire c3 · Pion blanc sur case noire e3 · Roi blanc sur case noire d2 · Dame noire sur case blanche f1 | Tour blanche sur case noire e7 · Tour noire sur case blanche f7 · Roi noir sur case noire g7 · Pion noir sur case blanche h7 · Dame blanche sur case blanche e6 · Pion noir sur case blanche g6 · Tour noire sur case blanche f5 · Pion blanc sur case noire d4 · Pion blanc sur case noire f4 · Tour blanche sur case blanche b3 · Cavalier blanc sur case noire c3 · Pion blanc sur case noire e3 · Roi blanc sur case noire d2 · Dame noire sur case blanche f1 | Tour blanche sur case noire e7 · Tour noire sur case blanche f7 · Roi noir sur case noire g7 · Pion noir sur case blanche h7 · Dame blanche sur case blanche e6 · Pion noir sur case blanche g6 · Tour noire sur case blanche f5 · Pion blanc sur case noire d4 · Pion blanc sur case noire f4 · Tour blanche sur case blanche b3 · Cavalier blanc sur case noire c3 · Pion blanc sur case noire e3 · Roi blanc sur case noire d2 · Dame noire sur case blanche f1 | Tour blanche sur case noire e7 · Tour noire sur case blanche f7 · Roi noir sur case noire g7 · Pion noir sur case blanche h7 · Dame blanche sur case blanche e6 · Pion noir sur case blanche g6 · Tour noire sur case blanche f5 · Pion blanc sur case noire d4 · Pion blanc sur case noire f4 · Tour blanche sur case blanche b3 · Cavalier blanc sur case noire c3 · Pion blanc sur case noire e3 · Roi blanc sur case noire d2 · Dame noire sur case blanche f1 | Tour blanche sur case noire e7 · Tour noire sur case blanche f7 · Roi noir sur case noire g7 · Pion noir sur case blanche h7 · Dame blanche sur case blanche e6 · Pion noir sur case blanche g6 · Tour noire sur case blanche f5 · Pion blanc sur case noire d4 · Pion blanc sur case noire f4 · Tour blanche sur case blanche b3 · Cavalier blanc sur case noire c3 · Pion blanc sur case noire e3 · Roi blanc sur case noire d2 · Dame noire sur case blanche f1 | Tour blanche sur case noire e7 · Tour noire sur case blanche f7 · Roi noir sur case noire g7 · Pion noir sur case blanche h7 · Dame blanche sur case blanche e6 · Pion noir sur case blanche g6 · Tour noire sur case blanche f5 · Pion blanc sur case noire d4 · Pion blanc sur case noire f4 · Tour blanche sur case blanche b3 · Cavalier blanc sur case noire c3 · Pion blanc sur case noire e3 · Roi blanc sur case noire d2 · Dame noire sur case blanche f1 | Tour blanche sur case noire e7 · Tour noire sur case blanche f7 · Roi noir sur case noire g7 · Pion noir sur case blanche h7 · Dame blanche sur case blanche e6 · Pion noir sur case blanche g6 · Tour noire sur case blanche f5 · Pion blanc sur case noire d4 · Pion blanc sur case noire f4 · Tour blanche sur case blanche b3 · Cavalier blanc sur case noire c3 · Pion blanc sur case noire e3 · Roi blanc sur case noire d2 · Dame noire sur case blanche f1 | Tour blanche sur case noire e7 · Tour noire sur case blanche f7 · Roi noir sur case noire g7 · Pion noir sur case blanche h7 · Dame blanche sur case blanche e6 · Pion noir sur case blanche g6 · Tour noire sur case blanche f5 · Pion blanc sur case noire d4 · Pion blanc sur case noire f4 · Tour blanche sur case blanche b3 · Cavalier blanc sur case noire c3 · Pion blanc sur case noire e3 · Roi blanc sur case noire d2 · Dame noire sur case blanche f1 | 4 |
| 3 | Tour blanche sur case noire e7 · Tour noire sur case blanche f7 · Roi noir sur case noire g7 · Pion noir sur case blanche h7 · Dame blanche sur case blanche e6 · Pion noir sur case blanche g6 · Tour noire sur case blanche f5 · Pion blanc sur case noire d4 · Pion blanc sur case noire f4 · Tour blanche sur case blanche b3 · Cavalier blanc sur case noire c3 · Pion blanc sur case noire e3 · Roi blanc sur case noire d2 · Dame noire sur case blanche f1 | Tour blanche sur case noire e7 · Tour noire sur case blanche f7 · Roi noir sur case noire g7 · Pion noir sur case blanche h7 · Dame blanche sur case blanche e6 · Pion noir sur case blanche g6 · Tour noire sur case blanche f5 · Pion blanc sur case noire d4 · Pion blanc sur case noire f4 · Tour blanche sur case blanche b3 · Cavalier blanc sur case noire c3 · Pion blanc sur case noire e3 · Roi blanc sur case noire d2 · Dame noire sur case blanche f1 | Tour blanche sur case noire e7 · Tour noire sur case blanche f7 · Roi noir sur case noire g7 · Pion noir sur case blanche h7 · Dame blanche sur case blanche e6 · Pion noir sur case blanche g6 · Tour noire sur case blanche f5 · Pion blanc sur case noire d4 · Pion blanc sur case noire f4 · Tour blanche sur case blanche b3 · Cavalier blanc sur case noire c3 · Pion blanc sur case noire e3 · Roi blanc sur case noire d2 · Dame noire sur case blanche f1 | Tour blanche sur case noire e7 · Tour noire sur case blanche f7 · Roi noir sur case noire g7 · Pion noir sur case blanche h7 · Dame blanche sur case blanche e6 · Pion noir sur case blanche g6 · Tour noire sur case blanche f5 · Pion blanc sur case noire d4 · Pion blanc sur case noire f4 · Tour blanche sur case blanche b3 · Cavalier blanc sur case noire c3 · Pion blanc sur case noire e3 · Roi blanc sur case noire d2 · Dame noire sur case blanche f1 | Tour blanche sur case noire e7 · Tour noire sur case blanche f7 · Roi noir sur case noire g7 · Pion noir sur case blanche h7 · Dame blanche sur case blanche e6 · Pion noir sur case blanche g6 · Tour noire sur case blanche f5 · Pion blanc sur case noire d4 · Pion blanc sur case noire f4 · Tour blanche sur case blanche b3 · Cavalier blanc sur case noire c3 · Pion blanc sur case noire e3 · Roi blanc sur case noire d2 · Dame noire sur case blanche f1 | Tour blanche sur case noire e7 · Tour noire sur case blanche f7 · Roi noir sur case noire g7 · Pion noir sur case blanche h7 · Dame blanche sur case blanche e6 · Pion noir sur case blanche g6 · Tour noire sur case blanche f5 · Pion blanc sur case noire d4 · Pion blanc sur case noire f4 · Tour blanche sur case blanche b3 · Cavalier blanc sur case noire c3 · Pion blanc sur case noire e3 · Roi blanc sur case noire d2 · Dame noire sur case blanche f1 | Tour blanche sur case noire e7 · Tour noire sur case blanche f7 · Roi noir sur case noire g7 · Pion noir sur case blanche h7 · Dame blanche sur case blanche e6 · Pion noir sur case blanche g6 · Tour noire sur case blanche f5 · Pion blanc sur case noire d4 · Pion blanc sur case noire f4 · Tour blanche sur case blanche b3 · Cavalier blanc sur case noire c3 · Pion blanc sur case noire e3 · Roi blanc sur case noire d2 · Dame noire sur case blanche f1 | Tour blanche sur case noire e7 · Tour noire sur case blanche f7 · Roi noir sur case noire g7 · Pion noir sur case blanche h7 · Dame blanche sur case blanche e6 · Pion noir sur case blanche g6 · Tour noire sur case blanche f5 · Pion blanc sur case noire d4 · Pion blanc sur case noire f4 · Tour blanche sur case blanche b3 · Cavalier blanc sur case noire c3 · Pion blanc sur case noire e3 · Roi blanc sur case noire d2 · Dame noire sur case blanche f1 | 3 |
| 2 | Tour blanche sur case noire e7 · Tour noire sur case blanche f7 · Roi noir sur case noire g7 · Pion noir sur case blanche h7 · Dame blanche sur case blanche e6 · Pion noir sur case blanche g6 · Tour noire sur case blanche f5 · Pion blanc sur case noire d4 · Pion blanc sur case noire f4 · Tour blanche sur case blanche b3 · Cavalier blanc sur case noire c3 · Pion blanc sur case noire e3 · Roi blanc sur case noire d2 · Dame noire sur case blanche f1 | Tour blanche sur case noire e7 · Tour noire sur case blanche f7 · Roi noir sur case noire g7 · Pion noir sur case blanche h7 · Dame blanche sur case blanche e6 · Pion noir sur case blanche g6 · Tour noire sur case blanche f5 · Pion blanc sur case noire d4 · Pion blanc sur case noire f4 · Tour blanche sur case blanche b3 · Cavalier blanc sur case noire c3 · Pion blanc sur case noire e3 · Roi blanc sur case noire d2 · Dame noire sur case blanche f1 | Tour blanche sur case noire e7 · Tour noire sur case blanche f7 · Roi noir sur case noire g7 · Pion noir sur case blanche h7 · Dame blanche sur case blanche e6 · Pion noir sur case blanche g6 · Tour noire sur case blanche f5 · Pion blanc sur case noire d4 · Pion blanc sur case noire f4 · Tour blanche sur case blanche b3 · Cavalier blanc sur case noire c3 · Pion blanc sur case noire e3 · Roi blanc sur case noire d2 · Dame noire sur case blanche f1 | Tour blanche sur case noire e7 · Tour noire sur case blanche f7 · Roi noir sur case noire g7 · Pion noir sur case blanche h7 · Dame blanche sur case blanche e6 · Pion noir sur case blanche g6 · Tour noire sur case blanche f5 · Pion blanc sur case noire d4 · Pion blanc sur case noire f4 · Tour blanche sur case blanche b3 · Cavalier blanc sur case noire c3 · Pion blanc sur case noire e3 · Roi blanc sur case noire d2 · Dame noire sur case blanche f1 | Tour blanche sur case noire e7 · Tour noire sur case blanche f7 · Roi noir sur case noire g7 · Pion noir sur case blanche h7 · Dame blanche sur case blanche e6 · Pion noir sur case blanche g6 · Tour noire sur case blanche f5 · Pion blanc sur case noire d4 · Pion blanc sur case noire f4 · Tour blanche sur case blanche b3 · Cavalier blanc sur case noire c3 · Pion blanc sur case noire e3 · Roi blanc sur case noire d2 · Dame noire sur case blanche f1 | Tour blanche sur case noire e7 · Tour noire sur case blanche f7 · Roi noir sur case noire g7 · Pion noir sur case blanche h7 · Dame blanche sur case blanche e6 · Pion noir sur case blanche g6 · Tour noire sur case blanche f5 · Pion blanc sur case noire d4 · Pion blanc sur case noire f4 · Tour blanche sur case blanche b3 · Cavalier blanc sur case noire c3 · Pion blanc sur case noire e3 · Roi blanc sur case noire d2 · Dame noire sur case blanche f1 | Tour blanche sur case noire e7 · Tour noire sur case blanche f7 · Roi noir sur case noire g7 · Pion noir sur case blanche h7 · Dame blanche sur case blanche e6 · Pion noir sur case blanche g6 · Tour noire sur case blanche f5 · Pion blanc sur case noire d4 · Pion blanc sur case noire f4 · Tour blanche sur case blanche b3 · Cavalier blanc sur case noire c3 · Pion blanc sur case noire e3 · Roi blanc sur case noire d2 · Dame noire sur case blanche f1 | Tour blanche sur case noire e7 · Tour noire sur case blanche f7 · Roi noir sur case noire g7 · Pion noir sur case blanche h7 · Dame blanche sur case blanche e6 · Pion noir sur case blanche g6 · Tour noire sur case blanche f5 · Pion blanc sur case noire d4 · Pion blanc sur case noire f4 · Tour blanche sur case blanche b3 · Cavalier blanc sur case noire c3 · Pion blanc sur case noire e3 · Roi blanc sur case noire d2 · Dame noire sur case blanche f1 | 2 |
| 1 | Tour blanche sur case noire e7 · Tour noire sur case blanche f7 · Roi noir sur case noire g7 · Pion noir sur case blanche h7 · Dame blanche sur case blanche e6 · Pion noir sur case blanche g6 · Tour noire sur case blanche f5 · Pion blanc sur case noire d4 · Pion blanc sur case noire f4 · Tour blanche sur case blanche b3 · Cavalier blanc sur case noire c3 · Pion blanc sur case noire e3 · Roi blanc sur case noire d2 · Dame noire sur case blanche f1 | Tour blanche sur case noire e7 · Tour noire sur case blanche f7 · Roi noir sur case noire g7 · Pion noir sur case blanche h7 · Dame blanche sur case blanche e6 · Pion noir sur case blanche g6 · Tour noire sur case blanche f5 · Pion blanc sur case noire d4 · Pion blanc sur case noire f4 · Tour blanche sur case blanche b3 · Cavalier blanc sur case noire c3 · Pion blanc sur case noire e3 · Roi blanc sur case noire d2 · Dame noire sur case blanche f1 | Tour blanche sur case noire e7 · Tour noire sur case blanche f7 · Roi noir sur case noire g7 · Pion noir sur case blanche h7 · Dame blanche sur case blanche e6 · Pion noir sur case blanche g6 · Tour noire sur case blanche f5 · Pion blanc sur case noire d4 · Pion blanc sur case noire f4 · Tour blanche sur case blanche b3 · Cavalier blanc sur case noire c3 · Pion blanc sur case noire e3 · Roi blanc sur case noire d2 · Dame noire sur case blanche f1 | Tour blanche sur case noire e7 · Tour noire sur case blanche f7 · Roi noir sur case noire g7 · Pion noir sur case blanche h7 · Dame blanche sur case blanche e6 · Pion noir sur case blanche g6 · Tour noire sur case blanche f5 · Pion blanc sur case noire d4 · Pion blanc sur case noire f4 · Tour blanche sur case blanche b3 · Cavalier blanc sur case noire c3 · Pion blanc sur case noire e3 · Roi blanc sur case noire d2 · Dame noire sur case blanche f1 | Tour blanche sur case noire e7 · Tour noire sur case blanche f7 · Roi noir sur case noire g7 · Pion noir sur case blanche h7 · Dame blanche sur case blanche e6 · Pion noir sur case blanche g6 · Tour noire sur case blanche f5 · Pion blanc sur case noire d4 · Pion blanc sur case noire f4 · Tour blanche sur case blanche b3 · Cavalier blanc sur case noire c3 · Pion blanc sur case noire e3 · Roi blanc sur case noire d2 · Dame noire sur case blanche f1 | Tour blanche sur case noire e7 · Tour noire sur case blanche f7 · Roi noir sur case noire g7 · Pion noir sur case blanche h7 · Dame blanche sur case blanche e6 · Pion noir sur case blanche g6 · Tour noire sur case blanche f5 · Pion blanc sur case noire d4 · Pion blanc sur case noire f4 · Tour blanche sur case blanche b3 · Cavalier blanc sur case noire c3 · Pion blanc sur case noire e3 · Roi blanc sur case noire d2 · Dame noire sur case blanche f1 | Tour blanche sur case noire e7 · Tour noire sur case blanche f7 · Roi noir sur case noire g7 · Pion noir sur case blanche h7 · Dame blanche sur case blanche e6 · Pion noir sur case blanche g6 · Tour noire sur case blanche f5 · Pion blanc sur case noire d4 · Pion blanc sur case noire f4 · Tour blanche sur case blanche b3 · Cavalier blanc sur case noire c3 · Pion blanc sur case noire e3 · Roi blanc sur case noire d2 · Dame noire sur case blanche f1 | Tour blanche sur case noire e7 · Tour noire sur case blanche f7 · Roi noir sur case noire g7 · Pion noir sur case blanche h7 · Dame blanche sur case blanche e6 · Pion noir sur case blanche g6 · Tour noire sur case blanche f5 · Pion blanc sur case noire d4 · Pion blanc sur case noire f4 · Tour blanche sur case blanche b3 · Cavalier blanc sur case noire c3 · Pion blanc sur case noire e3 · Roi blanc sur case noire d2 · Dame noire sur case blanche f1 | 1 |
|   | a | b | c | d | e | f | g | h |   |

Samuel Reshevsky - José Raúl Capablanca
Tournoi de Margate, 27 avril 1935, 4e ronde
Gambit dame refusé (code ECO : D51)
1. d4 Cf6 2. c4 e6 3. Cc3 d5 4. Fg5 Cbd7 5. cxd5 exd5 6. e3 Fe7 7. Fd3 O-O 8. Dc2 c5 9. Cf3 c4 10. Ff5 Te8 11. O-O g6 12. Fh3 Cf8 13. Fxc8 Txc8 14. Fxf6 Fxf6 15. b3 Da5 16. b4 Dd8 17. Da4 a6 18. b5 Te6 19. Tab1 Tb8 20. Tb2 Fe7 21. bxa6 Txa6 22. Dc2 Ce6 23. Tfb1 Ta7 24. a4 Cc7 25. Ce5 De8 26. f4 f6 27. Cg4 Dd7 28. h3 Rg7 29. Cf2 Fa3 30. Ta2 Fd6 31. Cfd1 f5 32. Cb5 Ta5 33. Cxc7 Fxc7 34. Cc3 Dd6 35. Df2 b6 36. Df3 Td8 37. Tab2 De7 38. Tb4 Td7 39. Rh1 Fd8 40. g4 fxg4 41. hxg4 Dd6 42. Rg1 Fc7 43. Rf2 Tf7 44. g5 Fd8 45. Re2 Fxg5 46. Txb6 Da3 47. Rd2 Fe7 48. Tb7 Txa4 49. Dxd5 Ta5 50. Dxc4 Th5 51. Rd3 Da8 52. De6 Da3 53. Td7 Thf5 54. Tb3 Da1 55. Txe7 Df1+ 56. Rd2 1-0